# Syzygium baeuerlenii
Syzygium baeuerlenii är en myrtenväxtart som först beskrevs av Ferdinand von Mueller, och fick sitt nu gällande namn av Lyndley Alan Craven och Edward Sturt Biffin. Syzygium baeuerlenii ingår i släktet Syzygium och familjen myrtenväxter. Inga underarter finns listade i Catalogue of Life.